# Trinidad, Texas
Trinidad là một thành phố thuộc quận Henderson, tiểu bang Texas, Hoa Kỳ. Năm 2010, dân số của xã này là 886 người.

## Dân số
- Dân số năm 2000: 1091 người.
- Dân số năm 2010: 886 người.